# Anna Warakomska
Anna Warakomska (Suwałki, 3 september 1992) is een Poolse schaakster. Sinds 2020 draagt ze de titel Woman Grandmaster (WGM).

## Schaakcarrière
Warakomska speelt al sinds jonge leeftijd schaken. Ze deed meerdere keren mee met de Poolse jeugdkampioenschappen schaken voor meisjes. In die periode behaalde ze meerdere prijzen: Een keer goud (2009 - O18), drie keer zilver (2002 – O10, 2004 – O12 en 2010 – O18) en een keer brons (2008, O16). Ook bij de Poolse jeugdsnelschaakkampioenschappen was ze succesvol: Goud (2006 – O14), zilver (2004 – O12) en brons (2005 – O14). Op het Europees Jeugdkampioenschap Schaken 2006 werd ze vierde bij de meisjes in de O14-groep.
Ook bij het Poolse kampioenschap schaken voor vrouwen was Warakomska diverse malen succesvol: In 2008, 2014 en 2016 werd ze telkens derde. In 2018 eindigde ze samen met Jolanta Zawadzka op de eerste plek, maar ze verloor de beslissingsmatch.
Warakomska werd in 2015 de titel van Woman International Master (WIM) toegekend. In 2020 verkreeg zij de titel Woman Grandmaster (WGM)
Sinds het seizoen 2019/20 speelt Warakomska voor de Groninger Combinatie in de Meesterklasse schaken.

## Persoonlijk
Anna Warakomska is de jongste zus van de Poolse grootmeester Tomasz Warakomski. Ze is getrouwd met Maurice Schippers, die ook schaker is.